# Пенелопа Крус
Пенело́па Крус Са́нчес (усталена передача Пене́лопе (ісп. Penélope Cruz Sánchez), нар. 28 квітня 1974, Алькобендас, Іспанія) — іспанська акторка. Володарка премії «Оскар» 2009 року за найкращу жіночу роль другого плану у фільмі «Вікі Крістіна Барселона». Почала кар'єру з фільмів Педро Альмодовара.

## Життєпис
Народилася 28 квітня 1974 року в Мадриді у родині дрібного торговця та перукарки. Має молодших сестру (акторку й танцівницю Моніку (1977) і брата (співак Едуардо, 1985).
З дитинства захоплювалася танцями і джазом, дев'ять років вивчала класичний балет в Іспанській національній консерваторії. Чотири роки вивчала театральне мистецтво у школі Христини Роти (Нью-Йорк).
Зустрічалася з акторами Томом Крузом (три роки до січня 2004), Меттью Мак-Конегі (січень 2005 — червень 2006). У квітні 2007 року повідомила іспанському виданню «Marie Claire», що хотіла б усиновити кількох дітей. З 2007 зустрічалася з актором Хав'єром Бардемом. В липні 2010 одружилася з ним у приватній церемонії на Багамських островах. 22 січня 2011 року в Лос-Анджелесі народила сина Лео Енкінаса, а 22 липня 2013 року в Мадриді — дочку Луну Енсінас.
Крус вегетаріанка.

## Кар'єра
У 15 років почала зніматися у телешоу і музичних кліпах, і в 1991 році дебютувала як акторка у фільмі «Грецький лабіринт».
1992 року зіграла в стрічці «Ера краси», відзначеній національними преміями і названій Американською кіноакадемією найкращим іноземним фільмом. Але популярність до Крус прийшла лише 1997 року, після фільмів «Жива плоть» і «Розплющ очі».
1999 року Каннський кінофестиваль відкрився фільмом з Крус «Все про мою матір», після чого вона працює з відомими акторами, такими як Метт Деймон («Нескорені серця»), Джонні Депп («Кокаїн»), Ніколас Кейдж («Вибір капітана Кореллі»), Сальма Гаєк («Бандитки»), Том Круз («Ванільне небо»).
У січні 2006 року нагороджена французьким Орденом мистецтв і літератури.
У 2012 році вийшов кліп на пісню «Decirnos Adiós» (дует з Мігелем Босе).

## Активізм
У 2022 році під час повномасштабного російського вторгнення в Україну Крус підтримала Україну. Під час промови з нагоди отримання нагороди міжнародного кінофестивалю Santa Barbara Film Festival зі сльозами на очах та тремтінням в голосі згадала Україну, люди якої страждають від жахливої загарбницької війни: «Так багато жінок у світі наразі проходять через важкі випробування! Моє серце зараз із жінками України, їхніми дітьми, чоловіками, з усіма, хто страждає від цієї жахливої ситуації».

## Фільмографія
| Рік  |    | Українська назва                           | Оригінальна назва                           | Роль                            |
| ---- | -- | ------------------------------------------ | ------------------------------------------- | ------------------------------- |
| 1991 | с  |                                            | Série rose                                  | Жавотт (Епізод: «Elle et lui»)  |
| 1992 | с  |                                            | Framed                                      | Лола Дель Морено (3 епізоди)    |
| 1992 | ф  | Шинка, шинка                               | Jamón, jamón                                | Сільвія                         |
| 1992 | ф  | Прекрасна епоха                            | Belle epoque                                | Лус                             |
| 1993 | ф  | Заради любові, тільки заради любові        | Per amore, solo per amore                   | Мері                            |
| 1993 | ф  | Грецький лабіринт                          | El laberinto griego                         | Еліз                            |
| 1993 | ф  | Бунтар                                     | La Ribelle                                  | Енза                            |
| 1994 | ф  | Смішно, але не дуже                        | Alegre ma non troppo                        | Саломея                         |
| 1994 | ф  | Це брехня                                  | Todo es mentira                             | Люсія                           |
| 1995 | ф  | Серед рудих                                | Entre rojas                                 | Люсія                           |
| 1996 | ф  | Селестіна                                  | La Celestina                                | Мелібея                         |
| 1996 | ф  | Відьми                                     | Brujas                                      | Патрісія                        |
| 1996 | ф  | Більше, ніж кохання, шаленство             | Más que amor, frenesí                       | Лора                            |
| 1997 | ф  | Небезпеки кохання                          | El amor perjudica seriamente la salud       | Діана                           |
| 1997 | ф  | Розплющ очі                                | Abre los ojos                               | Софія                           |
| 1997 | ф  | Жива плоть                                 | Carne Trémula                               | Ізабель Плаза Кабальєро         |
| 1998 | ф  | Дівчина твоєї мрії                         | La niña de tus ojos                         | Макарена                        |
| 1998 | ф  | Розмова ангелів                            | Talk of Angels                              | Пілар                           |
| 1998 | ф  | Країна пагорбів і долин                    | The Hi-Lo Country                           | Жозефа                          |
| 1998 | ф  | Дон Жуан                                   | Don Juan                                    | Матюрін                         |
| 1998 | ф  | Людина з дощем у взутті                    | The Man with Rain in His Shoes              | Луїза                           |
| 1999 | ф  | Все про мою матір                          | Todo sobre mi madre                         | Марія Роза Санз                 |
| 1999 | ф  | Оголена Маха                               | Volavérunt                                  | Маха                            |
| 2000 | ф  | Нестримні серця                            | All the Pretty Horses                       | Алехандра                       |
| 2000 | ф  | Феміністка                                 | Woman on Top                                | Ізабелла Олівейра               |
| 2001 | ф  | Кокаїн                                     | Blow                                        | Мірта Джанг                     |
| 2001 | ф  | Нема вістей від Бога                       | Bendito infierno                            | Кармен Рамос                    |
| 2001 | ф  | Вибір капітана Кореллі                     | Captain Corelli's Mandolin                  | Пелагія                         |
| 2001 | ф  | Ванільне небо                              | Vanila Sky                                  | Софія Серрано                   |
| 2002 | ф  | Прокинувшись у Ріно                        | Waking Up in Reno                           | Бренда                          |
| 2003 | ф  | Фанфан-тюльпан                             | Fanfan la tulipe                            | Аделіна                         |
| 2003 | ф  | Шоу століття                               | Masked and Anonymous                        | Піґан Лейс                      |
| 2003 | ф  | Готика                                     | Gothika                                     | Хлоя Сава                       |
| 2004 | ф  | Голова в хмарах                            | Head in the Clouds                          | Міа                             |
| 2004 | ф  | Ноель                                      | Noel                                        | Ніна Васкес                     |
| 2004 | ф  | Не йди                                     | Non ti muovere                              | Італія                          |
| 2005 | ф  | Сахара                                     | Sahara                                      | Єва Рохас                       |
| 2005 | ф  | Хромофобія                                 | Chromophobia                                | Глорія                          |
| 2006 | ф  | Бандитки                                   | Bandidas                                    | Марія Альварес                  |
| 2006 | ф  | Повернення                                 | Volver                                      | Раймунда                        |
| 2007 | ф  | Манолете                                   | Manolete                                    | Лупе Сіно                       |
| 2007 | ф  | На добраніч                                | The Good Night                              | Анна                            |
| 2008 | ф  | Елегія                                     | Elegy                                       | Консуела Кастільйо              |
| 2008 | ф  | Вікі Крістіна Барселона                    | Vicky Cristina Barcelona                    | Марія-Елена                     |
| 2009 | ф  | Бригада М                                  | G-Force                                     | Хуарес (озвучення)              |
| 2009 | ф  | Розірвані обійми                           | Los abrazos rotos                           | Магдалена                       |
| 2009 | ф  | Дев'ять                                    | Nine                                        | Карла                           |
| 2010 | ф  | Секс і Місто 2                             | Sex and the City 2                          | Кармен                          |
| 2011 | ф  | Пірати Карибського моря: На дивних берегах | Pirates of the Caribbean: On Stranger Tides | Анжеліка                        |
| 2012 | ф  | Римські пригоди                            | To Rome with Love                           | Анна                            |
| 2012 | ф  | Народжений двічі                           | Venuto al mondo                             | Джемма                          |
| 2013 | ф  | Я дуже збуджений                           | Los Amantes Pasajeros                       | Джессіка                        |
| 2013 | ф  | Радник                                     | The Counselor                               | Лаура                           |
| 2014 | мф | Сімейка монстрів                           | The Boxtrolls                               | Вінні Портлі-Рінд (ісп. дубляж) |
| 2015 | ф  | Ма Ма                                      | Ma ma                                       | Магда                           |
| 2016 | ф  | Зразковий самець 2                         | Zoolander 2                                 | Мелані Валентіна                |
| 2016 | ф  | Брати з Ґрімзбі                            | Grimsby                                     | Ронда Джордж                    |
| 2016 | ф  | Королева Іспанії                           | La reina de España                          | Макарена Гранада                |
| 2017 | ф  | Ескобар                                    | Loving Pablo                                | Вірджинія Вальєхо               |
| 2017 | ф  | Вбивство у «Східному експресі»             | Murder on the Orient Express                | Пілар Еставадос                 |
| 2018 | ф  | Усі знають                                 | Todos Lo Saben                              | Лаура                           |
| 2018 | с  | Вбивство Джанні Версаче                    | The Assassination of Gianni Versace         | Донателла Версаче (5 епізодів)  |
| 2019 | ф  | Біль та слава                              | Dolor y gloria                              | Хасінта Малло                   |
| 2019 | ф  | Афера в Майамі                             | Wasp Network                                | Ольга Салануева-Гонсалес        |
| 2021 | ф  | Паралельні матері                          | Madres paralelas                            | Джаніс                          |
| 2021 | ф  | Офіційний конкурс                          | Competencia oficial                         | Лола Куевас                     |
| 2022 | ф  | 355                                        | 355                                         | Клаудія                         |
| 2022 | ф  | Безмежність                                | L'immensità                                 | Клара                           |
| 2022 | ф  | На периферії                               | En los márgenes                             | Лілія                           |
| 2023 | ф  | Феррарі                                    | Ferrari                                     | Лора Феррарі                    |
| 2026 | ф  | Наречена                                   | The Bride!                                  | Мірна                           |

## Нагороди
- Премія Оскар[13]: 2008
- Премія БАФТА: 2008
- Премія Гойя: 1998, 2006, 2008
- Премія Давид ді Донателло: 2004
- Лауреат Каннського кінофестивалю: 2006
- Європейський кіноприз: 2006
- Премія Гауді: 2008
- Премія Fotogramas de Plata: 1998, 2006, 2009
- Голлівудська Алея Слави (зірка № 2436): 2011[14]